# Dan Dare: Pilot of the Future
Dan Dare: Pilot of the Future (в переводе на русский — «Отважный Дэн: Пилот из Будущего») — компьютерная игра, выпущенная в 1986 году компанией Virgin Interactive для домашних компьютеров ZX Spectrum, Amstrad CPC и Commodore 64. За основу был взят сюжет популярных в Британии комиксов Dan Dare. Игры на разных платформах существенно отличаются друг от друга.

## Сюжет
Злой правитель — инопланетянин Мекон задумал коварный и подлый план, целью которого является завоевание планеты Земля. Он выдвинул землянам свои условия, в случае невыполнения которых Мекон собирался уничтожить Землю, направив на неё астероид размером с небольшую планету. Пилот по имени Дэн и его помощник Дигби прилетают на корабле Дэна, «Анастасии», на этот астероид. Дэн высаживается из корабля и открывает то, что астероид представляет собой хорошо укреплённую военную базу, на которой обитают вражеские солдаты. Дигби остаётся на «Анастасии», в то время как Дэн проникает на вражескую базу, чтобы в очередной раз помешать планам Мекона покорить планету Земля.

## Версии для Spectrum и Amstrad CPC
Дэн вооружен только одним лазером. Он должен пройти все пять игровых уровней, собрав в каждом из них элемент взрывного устройства. Изначально Дэн находится в первом уровне, но как только он отыщет и установит взрывчатку в систему самоуничтожения, откроется дверь в уровень номер два и так далее. На своём пути Дэн повстречает вооружённых пехотинцев, а также всевозможные пушки, вмонтированные в пол и стены.
На прохождение всей игры Дэну отводится два часа. У Дэна нет определённого количества жизней, однако его жизненное состояние измеряется полоской энергии. Столкновения с врагами и полученные пули снижают уровень энергии Дэна. Когда энергия заканчивается, Дэн оказывается взятым в плен и попадает в камеру для задержанных. При этом от общего игрового времени отнимается десять минут. Хотя после задержания энергия Дэна восстанавливается до полного уровня, Дэн при этом, как правило, оказывается в дальней части игрового уровня, и, чтобы вернуться в то место, где он был схвачен и взят в плен, Дэн тратит довольно много времени. В распоряжении Дэна имеется ограниченный объём патронов. Но в игре имеется возможность пополнить запас патронов и восстановить энергию, найдя и взяв соответствующие предметы.
Начиная с третьего уровня, столкновение с пехотинцем, даже при полной энергии Дэна, приводит к тому, что Дэн оказывается в камере для задержанных. Поскольку в пятом уровне камеры для задержанных нет, в результате задержания Дэн возвращается на уровень 4. Также, в одной из комнат пятого уровня Дэн столкнётся с голографическим изображением Мекона. Посещение данной комнаты крайне нежелательно, ибо как только как Дэн побывает там, все пять уровней игры вновь заполнятся вражескими солдатами.
Успешно собрав все пять элементов взрывного устройства и заложив их в систему самоликвидации, Дэн получит доступ к лифту, через который за короткое время до взрыва он должен выбраться на поверхность астероида, где его ждёт «Анастасия». После отлета на безопасное расстояние глазам играющего представится картина взрыва астероида, который распадётся на мельчайшие частицы.

## Версия для Commodore 64
В данной версии Дэн вообще не имеет какого-либо оружия, вместо которого он орудует кулаками. Прохождение игры являет собой путешествие по поверхности планеты и подземным озёрам, где Дэн должен разгадать несколько головоломок и собрать определённые предметы, чтобы получить возможность пробраться на хорошо охраняемую базу Мекона. Там Дэн должен одолеть полчища вражеских солдат, отыскать и освободить пленённых Дигби и Профессора, а также уничтожить три вражеских суперкомпьютера при помощи гигантского лазера. В финале Дэна ждёт схватка с Меконом один-на-один. Одолев Мекона, Дэн должен за две минуты успеть добраться до поверхности планеты и отлететь на безопасное расстояние.
Вся игра занимает немногим более двадцати пяти минут реального времени. Дэн провалит свою миссию, если не сможет одолеть Мекона или ему не хватит этого времени, чтобы сбежать.

## Сиквелы
Игра Dan Dare: The Pilot of the Future имеет три продолжения — Dan Dare II (SU Edition), Dan Dare II (Mecon's Revenge) и Dan Dare III.

## Интересные факты
- Популярный исполнитель Элтон Джон исполнил песню Dan Dare (The Pilot of the Future), которая вошла в альбом Rock of the Westies, вышедший в 1975 году.